# Lněnka lnolistá

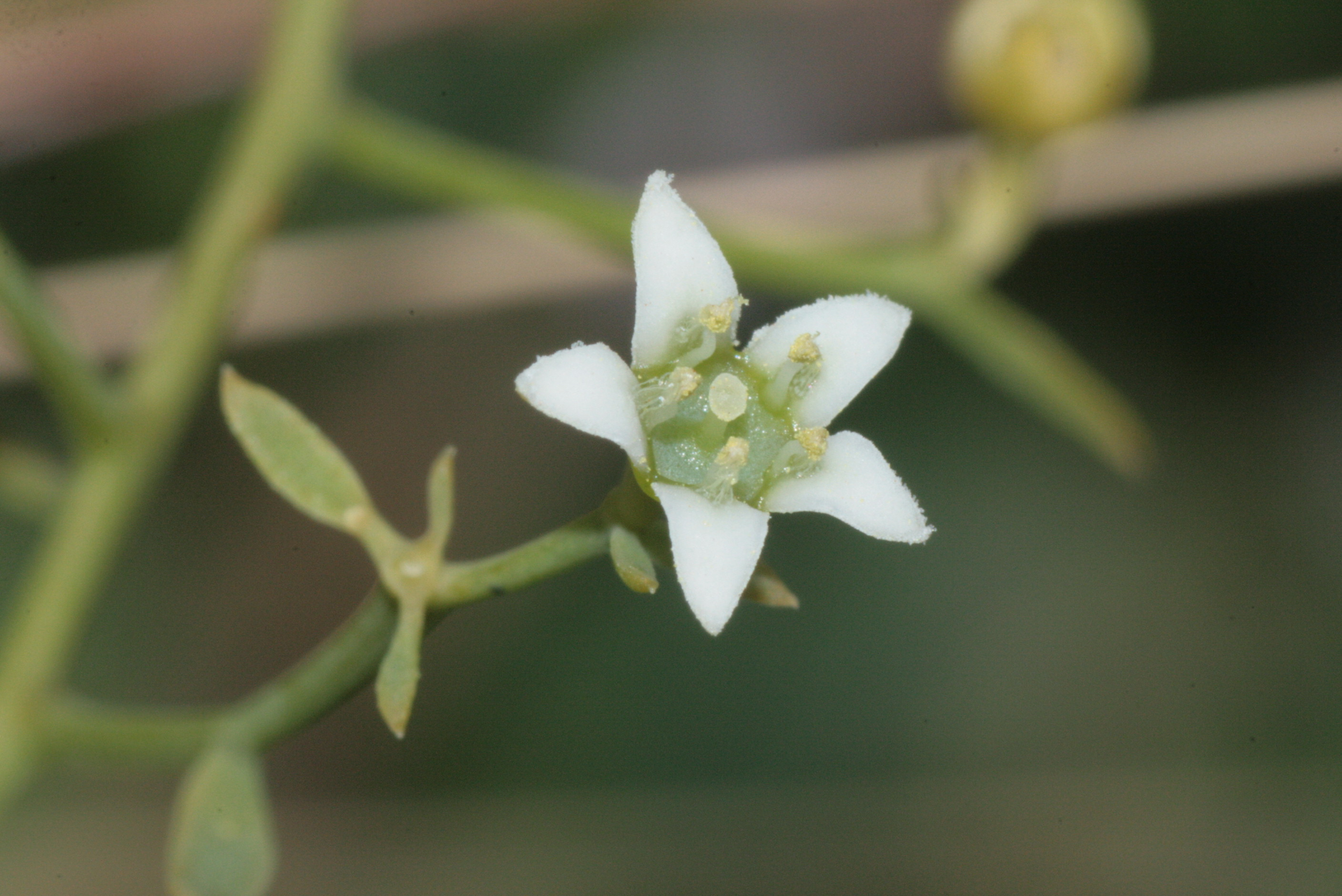
Detail květu

Lněnka lnolistá (Thesium linophyllon) je poloparazitická rostlina parazitující na kořenech nespecifikovaných jiných rostlin, jeden z mnoha druhů rodu lněnka.

## Rozšíření
Tato výlučně evropská bylina je nejrozšířenější ve střední, jižní a jihovýchodní Evropě. Západní hranice jejího výskytu probíhá středem Francie, severní přes Německo a Polsko, jižní jihem Apeninského a Balkánského poloostrova a východní hranice územím západního Ruska. V České republice vyrůstá roztroušeně, hlavně v termofytiku a jen občas na teplejších místech mezofytika. V Čechách je výskyt hojnější než na území Moravy. V ojedinělých případech se objevuje až v 700 m n. m.
Dává přednost půdám s písky a sprašemi na podložích z vápence a opuky. Vyrůstá na prosluněných travnatých a kamenitých stráních suchého, stepního charakteru a také na mezích, polních úhorech, ve vinicích a sadech a na světlých místech podél listnatých lesů nebo křovin. Je klasifikována jako diagnostický druh rostlinných společenstev svazu Seslerio-Festucion glaucae.

## Popis
Vytrvalá, 30 až 50 cm vysoká poloparazitická rostlina s tenkými vystoupavými nebo přímými lodyhami, vyrůstajícími z výběžkatého oddenku, s obnovovacími pupeny těsně nad povrchem. Lodyhy jsou střídavě porostlé přisedlými listy o délce 2 až 7 cm a šířce jen 2 až 8 mm. Jejich lysé, třížilné čepele jsou čárkovité až čárkovitě kopinaté, celokrajné nebo jemně zoubkované. Zbarvení lodyh i listů bývá variabilní, od světle po tmavě zelenou.
Pravidelné, oboupohlavné květy rostoucí na krátkých stopkách mají v průměru od 4 do 6 mm a jsou sestavené do konečné laty. Šikmo odstávající spodní větve květenství se ještě jednou latnatě větví. Dolní větve nesou 3 až 5, horní jen 1 květ. Listen, z jehož úžlabí stopka květu vyrostla, je posunut až pod semeník květu na úroveň dvou listenců; listen delší než květ je uprostřed, kratší listence po stranách. Zvonkovité, pětičetné (ojediněle čtyřčetné) květy s nerozlišeným trvalým okvětím uvnitř bílým a vně žlutozeleným, které je rozděleno do pěti vejčitě trojúhelníkovitých cípů. V květu je 5 (ojediněle 4) tyčinek s intorznimi prašníky, které se za vlhka uzavírají. Semeník, vytvořen ze tří plodolistů, je spodní a nese jedinou čnělku s hlavičkovitou bliznou. Okolo čnělky je kroužek s nektarovými žlázkami. Heterostylní květy mohou být opyleny cizosprašně hmyzem nebo také samosprašně. Kvete od května do srpna. Plod je eliptického tvaru a má na vrcholu zaschlé okvětí. To má dospod zahnuté cípy a dosahuje jen třetiny délky plodu.

## Ohrožení
Lněnka lnolistá je v „Seznamu cévnatých rostlin květeny České republiky“ z roku 2012 řazena mezi ohrožené druhy (C3). Největší nebezpečí ji hrozí při degradaci přirozených stanovišť např. eutrofizaci nebo zarůstáním náletovými rostlinami.